# Albert de Menten de Horne
Le chevalier Albert Ghislain Robert de Menten de Horne, né le 16 janvier 1848 à Saint-Trond et décédé le 16 mai 1920 à Bruxelles fut un homme politique belge, membre du parti catholique.
Il fut propriétaire foncier.

## Carrière politique
- 1900-1912 : conseiller provincial de la province de Limbourg (Belgique)
- 2.06.1912-1914 : élu député de l'arrondissement de Hasselt

## Généalogie
- Albert est le fils de Léon de Menten de Horne (1815-1888) et Thérèse Wyns (1821-1899).
- Il Épousa en 1878 Jeanne Malou (1852-1917).
  - Ils eurent un fils : Armand (1881-1946)

## Sources
- Bio sur ODIS